# Z-17迪特尔·冯·勒德尔号驱逐舰
Z-17“迪特尔·冯·勒德尔”号（德語：Z 17 Diether von Roeder）是纳粹德国海军于1930年代末建造的六艘1936型驱逐舰的首舰，得名于在一战中阵亡的S-66号鱼雷艇艇长、德意志帝国海军上尉迪特尔·冯·勒德尔·冯·迪尔斯堡。该舰于1936年9月9日开始在不来梅的德希马格威悉船厂铺设龙骨，1937年8月19日下水，至1938年8月29日交付使用。入役后，其战前的大部分时间都用于训练，但也参加了1939年初对梅默尔的占领行动。
第二次世界大战爆发之初，Z-17号先是被部署在德国海岸附近布设雷区，但很快就被转移到斯卡格拉克海峡，负责检查行经的中立国船舶是否搭载有违禁品。1939年末，该舰还协助在英国海岸附近布设了进攻性雷区，共导致7艘商船沉没。1940年4月德国入侵挪威期间，它又受命攻击纳尔维克，并参加了两次纳尔维克海战。在第一次战斗中，Z-17号被英国驱逐舰击伤，但在第二次战斗中则严重损坏了一艘英国驱逐舰，继而被迫自沉以防止遭敌人强占。

## 设计
Z-17“迪特尔·冯·勒德尔”号的水线长和全长分别为120米和123.4米，有11.8米的舷宽以及最大4.5米吃水深度；其设计排水量为2,411吨，满载时则可达3,415吨。该舰由两台瓦格纳齿轮传动蒸汽轮机提供动力，各负责驱动一副直径为3.25米的三叶螺旋桨。过热蒸汽则由六台瓦格纳水管锅炉供应，可以输出70,000匹軸馬力（52,000千瓦特）的功率。该舰的设计航速为36節（67每小時），但在海试中曾以72,500匹軸馬力（54,100千瓦特）达到41.45節（76.77每小時）的最高速度。Z-17号最多可贮存739吨燃料油，能够以19節（35每小時）的速度的巡航2,050海里（3,800）。舰只的标准船员编制为10名军官和313名水兵。
该舰装备有五门127毫米34式速射炮，架设在带有炮挡的单装炮座上。其中舰艛的前后各有两门采用背负式布置，第五门则安装在后部舰艛的顶端，并从前到后编为1至5号。防空武器则包括安装在与后部烟囱并排的一对双联装炮座上的四门37毫米30式速射炮和六门单座20毫米30式高射炮组成。此外，该舰还在水上部分的两个四联装动力操纵式底座上安装有八具533毫米鱼雷发射管，每个底座均提供两次重新装填。四个深水炸弹发射器和布雷导轨则安装在艉后部甲板室的两侧，最多可贮存60枚水雷。作为探测潜艇的工具，舰上也搭载有一套称为“群听装置”的被动式水听器，并安装了主动式声纳系统。

## 历史
Z-17“迪特尔·冯·勒德尔”号得名于1918年7月10日指挥S-66号鱼雷艇在北海触雷阵亡的前德意志帝国海军上尉、第13鱼雷艇半区舰队队长迪特尔·冯·勒德尔·冯·迪尔斯堡。它于1936年1月6日由德国国家海军所订购，自同年9月9日开始在不来梅的德希马格威悉船厂铺设龙骨，建造序列为919。该舰于1937年8月19日下水，至1938年8月29日竣工。1939年3月23日至24日，当德国宣布占领梅默尔时，Z-17号成为护送阿道夫·希特勒搭乘装甲舰德国号前往立陶宛的驱逐舰之一。该舰还参加了次月在地中海西部举行的春季舰队演练，并于4月和5月多次访问西班牙和摩洛哥诸港。7月，它还与其姊妹舰Z-18“汉斯·吕德曼”号和Z-19“赫尔曼·金内”号一同到访挪威港口。
当第二次世界大战于1939年9月爆发时，Z-17号最初被部署在德意志湾布设防御性雷区。它随后又被派往斯卡格拉克海峡巡逻，以查验来往的中立国船舶是否有搭载违禁品。10月17日至18日夜间，时任鱼雷艇首长的海军少将京特·吕特晏斯搭乘其旗舰Z-21“威廉·海德坎普”号，率领Z-17号、Z-16“弗里德里希·埃科尔特”号、Z-18号、Z-19号和Z-20“卡尔·加尔斯特”号前往英格兰东部的亨伯河口附近布设雷区。英国人不知道雷区的存在，就此损失了七艘商船，共计25,825总吨。

### 挪威战役

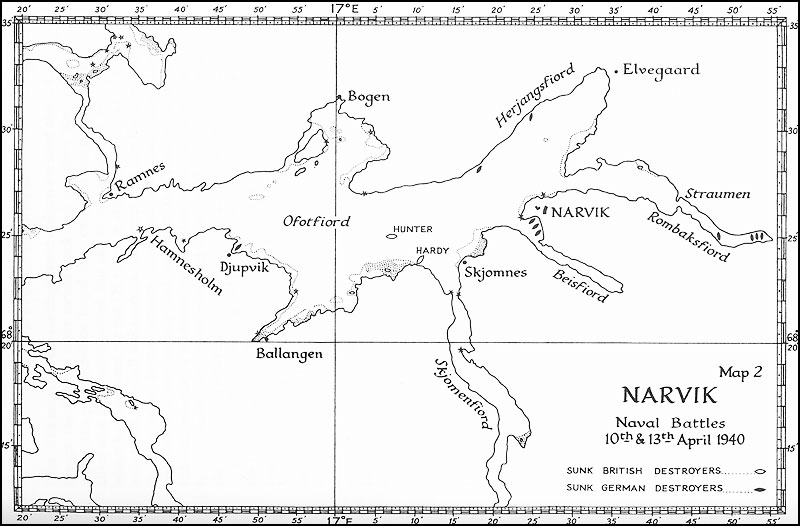
奥福特峡湾地图

在1940年4月“威悉演习行动”的挪威战役期间，该舰被编入第一集群，任务是运送第139山地猎兵团和第3山地师的指挥人员夺取纳尔维克。相关舰只于4月6日开始装载部队，并于第二天启航。当它们于4月9日清晨抵达纳尔维克以西的奥福特峡湾、且其余同行驱逐舰继续驶入峡湾让搭载部队登陆时，Z-17号却仍在峡湾入口驻留；它的任务是充当一艘哨舰，以警告英国人不要做任何干扰登陆的企图。该舰于当天晚些时候获解除值勤任务，让其部队登陆，但第二天夜间又继续执行。时任舰长、海军少校埃里希·霍尔托夫认为他的命令在黎明时便已结束，于是返回了纳尔维克港。
德国人不知道的是，英国第2驱逐区舰队的五艘驱逐舰——哈迪号、浩劫号、亨特号、热刺号和英雄号就在他们身后不远处，却因黑暗和大雪而未能看见。对方用鱼雷击沉了两艘德国驱逐舰，并严重损坏了另外两艘，而Z-17号则在港湾入口处盲目地发射了所有鱼雷，并试图在大雪中用舰炮与英国舰只交战。所有的鱼雷都无法命中，可能是因为它们的深度控制设置得太高，而它的舰炮也不起作用。当领头的英舰完成对港口的攻击时，视野变得清晰起来，其中几艘开始与Z-17号驳火。它被至少五枚4.7英寸（120）的炮弹击中，摧毁了3号炮，切断了方向舵的控制，损坏了中央和艉部锅炉舱，使所有电力中断，并导致一个油箱着火。英国人的炮弹炸死了9名船员；大多数幸存者被派遣上岸协助保卫纳尔维克，该舰的无线电装置也被带上岸，用于改善与挪威境内其他德军指挥部的通信。

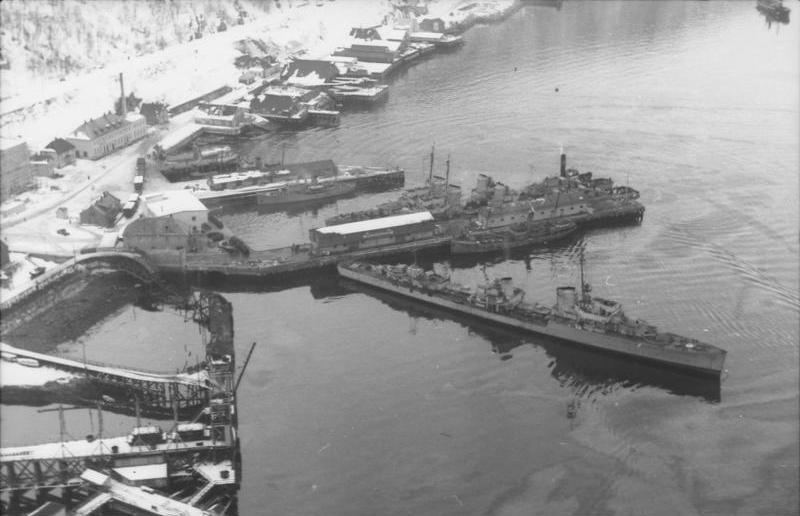
Z-17号（居前）在纳尔维克，后面的驱逐舰为Z-9“沃尔夫冈·岑克尔”号。较小的舰艇是被俘的挪威巡逻艇。

在接下来的几天里，Z-17号接受了损毁评估，德国人预计至少需要一周的时间才能使它再次移动。与此同时，该舰的轻武器被卸下，其舰艉被绑在港湾的栈桥上，舰艏向外倾斜。这意味着它只有两门前侧炮可以攻击目标。4月12日至13日夜间，幸存的德国高级军官、海军中校埃里希·拜接到情报，预计翌日将有大批驱逐舰和舰载机护航的英国主力舰发动攻击。英国战列舰厌战号和九艘驱逐舰于4月13日如期出现，却比拜中校预计的要早，使得阵位中的德国人措手不及。
当英国驱逐舰旁遮普号和贝都因号出现在港湾入口与Z-12“埃里希·吉泽”号交战时，留在Z-17号舰上的25名炮手开始向任何目视可及的英国舰艇开火——包括厌战号。它的一发炮弹击中了战列舰的舰桥，但仅造成轻微的破坏。英国人最初以为他们是在烟雾和混乱中被海岸炮击中的，但是一架从厌战号起飞的剑鱼式鱼雷轰炸机的报告揭露了这艘德舰。哥萨克号驱逐舰越过沉没的货船进行侦察，并在2,700碼（2,500）处开火。它的第二轮齐射命中并点燃了德舰的艉部，但Z-17号的反击却是毁灭性的。这艘英国驱逐舰被命中至少七次，切断了前部锅炉舱的蒸汽管道、中央锅炉舱受损，引发火灾，并撞坏了舵机，导致其搁浅。德军的炮弹共造成9人阵亡、21人负伤。厌战号和金伯利号驱逐舰进行还击，前者甚至对Z-17号取得一次命中，但德国炮手们在弹药耗尽后便弃舰而去，当猎狐犬号驱逐舰靠近时，仅余三人的爆破组还在舰上。他们点燃引信后便跑上岸；在英国军舰驶近该舰不足55碼（50）并准备好登舰时，布设在Z-17号舰内的深水炸弹便爆炸了。